# Iyad Alsaka
Iyad Alsaka (geboren 1969 in Syrien) ist ein syrischer Bauingenieur und Architekt und seit 2011 einer der Partner des niederländischen, weltweit operierenden Architekturbüros Office for Metropolitan Architecture (OMA).

## Leben

### Ausbildung und Berufserfahrung
Alsaka studierte Bauingenieurwesen an der Universität Aleppo.

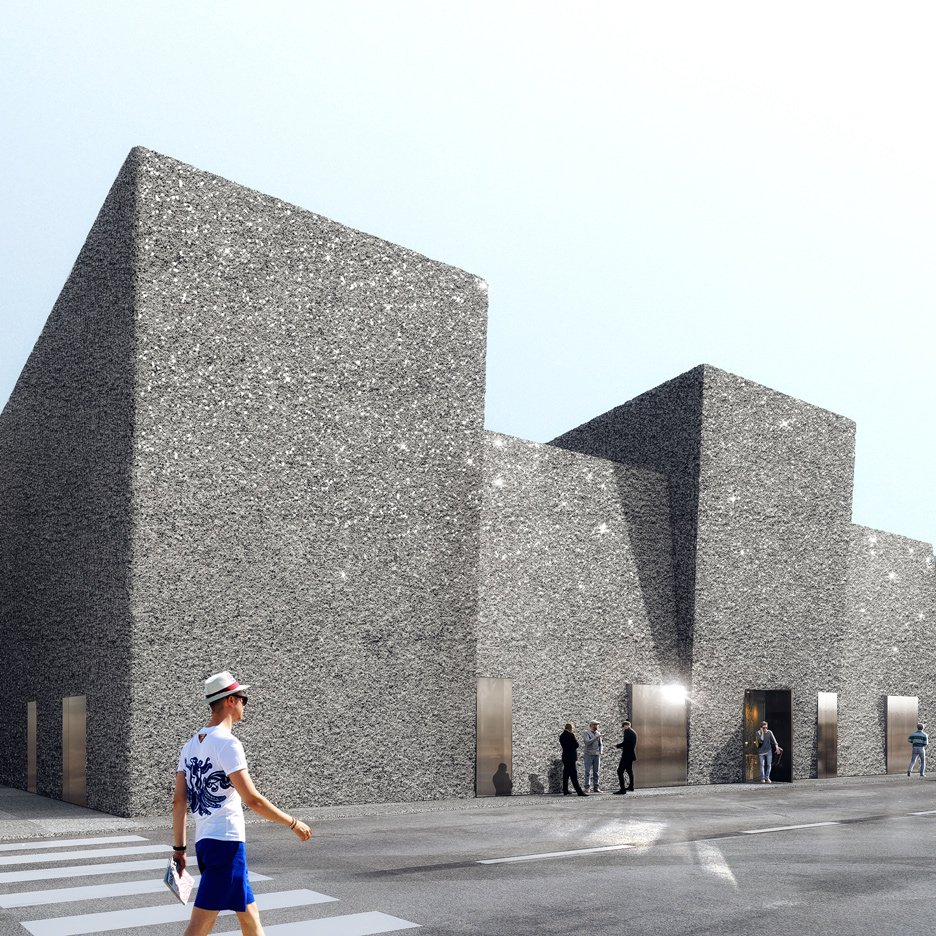
Einkaufszentrum Concrete an der Alserkal Avenue in Al Quoz, Dubai

Seit 2001 war Alsaka Direktor für Design und Entwicklung bei der Dubai Holding und dort verantwortlich für zahlreiche Projekte.

### Architekt bei OMA
Alsaka begann 2007 als Direktor bei OMA und wurde 2011 Partner. Er ist vor allem bei Projekten im Mittleren Osten und in Nordafrika tätig, so etwa in Libyen, Katar, Saudi-Arabien, Ägypten, Syrien und Marokko. Alsaka leitet die OMA-Niederlassung in Doha und wurde 2015 zum Chef der neu gegründeten Niederlassung in Dubai ernannt.
Weltweite Anerkennung erhielt der Masterplan der Waterfront City in Dubai, den Rem Koolhaas und Reinier de Graaf 2008 als Partner und Alsaka als Direktor für Konzept und Design vorlegten. Das Projekt besteht aus einer künstlichen Insel, die über Brücken mit dem Festland verbunden ist, aus vier Vierteln besteht – Madinat Al Soor, Boulevard, Marina und Resorts – und eine Gesamtnutzfläche von 11,8 Mio. m2 aufweist. Die Fläche ist in 25 Blocks unterteilt. Wohn- und Büroflächen wurden gleichmäßig verteilt. Die höchsten Türme sind am südlichen Rand angeordnet, um die Insel größtmöglich vor Sonneneinstrahlung zu schützen. Neben den außergewöhnlichen Gebäuden The Sphere und The Spiral gestaltet sich die Bebauung teils in niedrigen Gebäudegruppen, teils in weniger spektakulär gestalteten Türmen.
Alsaka war ebenso für den Masterplan der Hamad International Airport City in Doha, das Kulturzentrum Concrete an der Alserkal Avenue im Dubaier Stadtteil Al Quoz und die Nationalbibliothek von Katar in Doha zuständig. Zu den neueren Projekten gehören der Wafra Tower in Kuwait City und das Qatar Cultural and Sports Hub in Doha.
Seit Anfang der 2020er Jahre verantwortet Alsaka auch Projekte auf dem indischen Subkontinent. Mit den Prestige Liberty Towers im Stadtteil Mahalaxmi in Mumbai realisiert OMA unter der Leitung von Alsaka erstmals ein Projekt in Indien. Baubeginn war 2021. Auf einem Gelände von 270 m2 entstehen 210.000 m2 Büroflächen und 36.000 m2 Einkaufsflächen. Die beiden Bürotürme werden 200 und 290 Meter hoch und stehen auf einem fünfstöckigen Gebäude, dessen Flächen für den Handel mit Luxusartikeln vorgesehen sind. Die Fertigstellung des Gebäudekomplexes ist für 2025 geplant.
2024 legte Alsaka Pläne für den Dhaka Tower vor, der am Ufer des Hatirjheel Lake in Bangladeshs Hauptstadt Dhaka stehen wird.

„Unser Entwurf für den Dhaka Tower ist vom Geist der florierenden Wirtschaft Bangladeschs inspiriert. Seine Form drückt die Bestrebungen einer dynamischen Nation aus und setzt ein kühnes Zeichen in der Skyline der Stadt.“

## Projekte (Auswahl)

### Fertiggestellte Projekte
- 2008: Masterplan für die Waterfront City, Dubai[4]
- 2017: Kulturzentrum Concrete, Dubai[10]
- 2017: Nationalbibliothek Katar, Doha[11]
- 2023: Ausstellungskonzept für Awwal Bait, der 1. Islamischen Kunst-Biennale, Haddsch-Terminal, Dschidda[12]

### Projekte in Arbeit
- seit 2013: Masterplan für die Hamad International Airport City, Doha[13]
- seit 2019: Wafra Tower, Wohnturm im Bezirk Hessa Al Mubarak, Kuwait City[14]
- seit 2024: Dhaka Tower, Dhaka[15][16]
- Prestige Liberty Towers, Mumbai[6]
- Qatar Cultural and Sports Hub, Doha[1]

## Veröffentlichungen
- mit Rem Koolhaas,  Reinier de Graaf, Todd Reisz (Hrsg.): Al Manakh 2 cont’d. Stichting Archis, Amsterdam 2010, ISBN 978-90-77966-23-5.